# MTV Movie Awards 1998
De MTV Movie Awards van 1998 vonden plaats op 30 mei in de Walt Disney Studios te Burbank, Californië. Presentator was Samuel L. Jackson.

## Best Movie (Beste film)
Winnaar:
Titanic
Genomineerd:
Austin Powers: International Man of Mystery
Face/Off
Good Will Hunting
Men in Black

## Best Male Performance (Beste acteerprestatie door een man)
Winnaar:
Leonardo DiCaprio, Titanic
Genomineerd:
Nicolas Cage, Face/Off
Matt Damon, Good Will Hunting
Samuel L. Jackson, Jackie Brown
John Travolta, Face/Off

## Best Female Performance (Beste acteerprestatie door een vrouw)
Winnaar:
Neve Campbell, Scream 2
Genomineerd:
Vivica A. Fox, Soul Food
Helen Hunt, As Good as It Gets
Julia Roberts, My Best Friend's Wedding
Kate Winslet, Titanic

## Best breaktrough performance (Best doorbrekende optreden)
Winnaar:
Heather Graham, Boogie Nights
Genomineerd:
Joey Lauren Adams, Chasing Amy
Rupert Everett, My Best Friend's Wedding
Sarah Michelle Gellar, I Know What You Did Last Summer
Jennifer Lopez, Selena

## Best On-Screen Duo (Beste duo op het scherm)
Winnaar:
John Travolta en Nicolas Cage, Face/Off
Genomineerd:
Matt Damon en Ben Affleck, Good Will Hunting
Leonardo DiCaprio en Kate Winslet, Titanic
Adam Sandler en Drew Barrymore, The Wedding Singer
Will Smith en Tommy Lee Jones, Men in Black

## Best Villain (Beste schurk)
Winnaar:
Mike Myers, Austin Powers: International Man of Mystery
Genomineerd:
Nicolas Cage en John Travolta, Face/Off
Gary Oldman, Air Force One
Al Pacino, The Devil's Advocate
Billy Zane, Titanic

## Best Comedic Performance (Beste komische optreden)
Winnaar:
Jim Carrey, Liar Liar
Genomineerd:
Rupert Everett - My Best Friend's Wedding
Mike Myers, Austin Powers: International Man of Mystery
Adam Sandler, The Wedding Singer
Will Smith, Men in Black

## Best Song From a Movie (Beste liedje uit een film)
Winnaar:
"Men in Black" - Will Smith, Men in Black
Genomineerd:
"Deadweight" - Beck, A Life Less Ordinary
"A Song for Mama" - Boyz II Men, Soul Food
"Mouth" - Bush, An American Werewolf in Paris
"My Heart Will Go On" - Céline Dion, Titanic

## Best Kiss (Beste zoen)
Winnaar:
Adam Sandler en Drew Barrymore, The Wedding Singer
Genomineerd:
Joey Lauren Adams en Carmen Llywellyn, Chasing Amy
Matt Damon en Minnie Driver, Good Will Hunting
Leonardo DiCaprio en Kate Winslet, Titanic
Kevin Kline en Tom Selleck, In & Out

## Best Action Sequence (Beste actiescène)
Winnaar:
Speedboat chase, Face/Off
Genomineerd:
T-Rex attacks San Diego, The Lost World: Jurassic Park
Bug attacks fortress, Starship Troopers
Ship sinks, Titanic
Motorcycle/helicopter chase, Tomorrow Never Dies

## Best Fight sequence (Beste vechtscène)
Winner:
Will Smith en de kakkerlak, Men in Black
Nominated:
Harrison Ford en Gary Oldman, Air Force One
Milla Jovovich en de aliens, The Fifth Element
Demi Moore en Viggo Mortensen, G.I. Jane
Michelle Yeoh en de slechteriken, Tomorrow Never Dies

## Overige prijzen
Lifetime Achievement Award - Clint Howard
1992 · 1993 · 1994 · 1995 · 1996 · 1997 · 1998 · 1999 · 2000 · 2001 · 2002 · 2003 · 2004 · 2005 · 2006 · 2007 · 2008 · 2009 · 2010 · 2011